# 小盾鱧
小盾鱧（學名：Channa micropeltes，另稱魚虎、紅線鱧、鉛筆雷龍、大鉛筆雷龍、多曼雷龍、多曼魚、金筆）是東南亞一種非常兇猛的中型淡水魚，与泰國鱧外表极为相似。

## 體型
小盾鱧成年體長可達30-60公分，相當於人類的一個手臂長短，雖然在所有魚類中算不上巨大，但已經是鱧亞目中第二大了，大小僅次於巨鱧（Channa marulius），身體顏色大約成長至50公分後固定。根據記載，體型最大四隻個體（分別在1989年、1991年以及1992年捕獲）體長超過1公尺，體重超過20公斤，屬於非常大的淡水魚，而其中一隻個體在2003年長到1.5公尺長，為目前最大紀錄。

## 特徵
小盾鱧特徵幾乎與線鱧（Channa striata）相同，但小盾鱧的頭部稍尖一些。小盾鱧的體色多變，大部分小盾鱧的體色為綠褐或橄欖綠，側線以上有不規則黑色斑紋，側線以下則有桃紅或粉黃的顏色，腹部純白色。

## 物種入侵
雖然小盾鱧的耐汙力沒有泰國鱧來的強，但靠著巨大的體型、掠食性強以及兇猛的習性，使得小盾鱧對生態的破壞與泰國鱧不相上下，有時甚至還超越泰國鱧。

## 棲息水域
小盾鱧主要生存於河川下游流域、池塘以及(日月潭)水庫等水流平緩的水域，喜好於淺水區活動，並且在水底游動，偶爾才會進入深水區或在水面游動。據說，小盾鱧能用鰭爬到陸地上長期生活，但生物學家指出，小盾鱧在陸地上最多也撐不到四天，並且，小盾鱧的鰭不適合爬行。

## 食性
小盾鱧為掠食性魚類，性情兇猛，主食為魚類、鳥類、水生昆蟲、蝦類以及兩棲類等，而小盾鱧的巨大體型意味著它有捕食大型魚類的能力。

## 成長

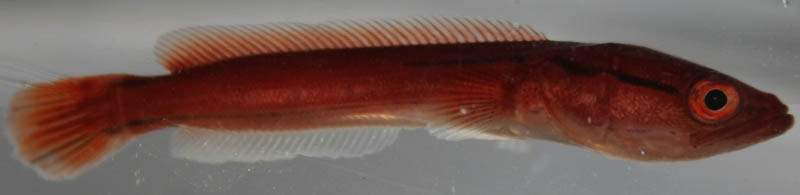
兩公分大的幼體

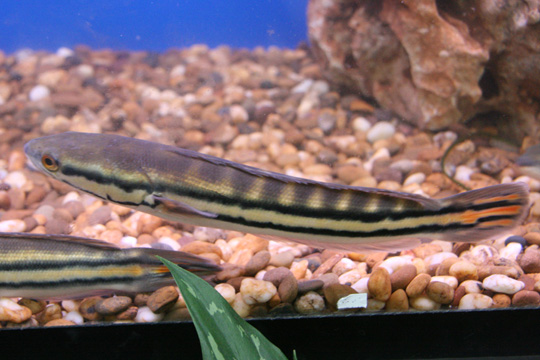
即将成年的幼體

小盾鱧的幼體體色為紅色，在兩個月後，小盾鱧身體會有橘色或黑色的側線條紋，在快達到成熟時，體色會呈現與鱧魚（Channa maculata）相近的體色。

## 分布
小盾鱧原產於蘇門答臘、泰國、馬來西亞、印度（泰米尔及喀拉拉邦）、越南、老挝及緬甸等東南亞國家，後來入侵臺灣和中國，目前美國以及英國也有捕獲小盾鱧紀錄。

## 繁殖
繁殖期間，小盾鱧的護幼行為極強，雌魚和雄魚會一起照顧幼魚以防掠食者靠近，雄魚在幼魚聚集的週遭看守，雌魚在一段距離外洄游守望。發現入侵者時，小盾鱧會不斷攻擊入侵者，使得入侵者的死亡率極高，因此造成誤闖的水鳥、蛙類的死亡。據說，有一名潛水员因太靠近小盾鱧的幼魚，而遭到成魚攻擊。

## 經濟價值
與鱧屬絕大部分成員一樣，小盾鱧在亞洲被廣泛視為一種十分美味的食用魚，而泰國的湄公河這一帶從1982年飼養小盾鱧的行業就開始盛行，到1986年時，產量已達到386公噸，而到1992年時，產量更是攀升為1490公噸，現在，在泰國市場或路邊仍可見到許多漁民販賣小盾鱧的景象。